# Conosiphon pauper
Conosiphon pauper là một loài ruồi trong họ Asilidae. Conosiphon pauper được Becker miêu tả năm 1907. Loài này phân bố ở vùng Cổ Bắc giới.